# Ácido zaragózico
Ácidos zaragózicos são uma família de produtos naturais produzidos por fungos. Os primeiros ácidos zaragózicos caracterizados, A, B, e C foram isolados de uma cultura não identificada, S. intermedia, e L. elatius, respectivamente, nos arredores da cidade de Zaragoza, Espanha no rio Jalón . Essa família possui um núcleo único de 4,8-dioxabiciclo[3.2.1]octano e variam nas suas cadeias laterais 1-alquil e 6-acil.

## Usos
Ácidos zaragózicos são inibidores potentes da  esqualeno sintase de S. cervisiae, de outros fungos e mamíferos e são, consequentemente, inibidores da síntese de esteróis. Esqualeno sintase é a primeira enzima comprometida na síntese de esteróis, catalizando a condensação redutiva de farnesil pirofosfato para formar esqualeno. Como um inibidor da síntese de esqualeno, o ácido zaragozico diminui os níveis plasmáticos de colesterol em primatas. Tratamento de ratos com o ácido zaragózico A aumenta o número de mRNA  para receptores de LDL.
Os ácidos zaragózicos também inibem de forma fraca a Ras farnesil-proteína transferase.
Ácidos zaragózicos D e D2 foram isolados do fungo queratinofílicos Amauroascus niger.

## Biossíntese
A via biossintética principla é a da poliquetídeo sintase à partir de 10 acetatos,
4 metils de metioninas, 1 succinato, e 1 ácido benzoico.